# میخائل فان استاین
میخائل فان استاین (انگلیسی: Michael Van Staeyen؛ زادهٔ ۱۳ اوت ۱۹۸۸) دوچرخه‌سوار اهل بلژیک است.
از باشگاه‌هایی که در آن بازی کرده‌است می‌توان به اسپورت فلاندر-بالوزه و تیم دوچرخه‌سواری کوفیدیس اشاره کرد.